# Добромыш
 Добромыш  — село в Альметьевском районе Татарстана. Входит в состав Борискинского сельского поселения.

## География
Находится в юго-восточной части Татарстана на расстоянии приблизительно 40 км на запад-северо-запад от районного центра города Альметьевск у речки Кичуй.

## История
Основано в конце XVII—начале XVIII века служилыми татарами деревни Убеево Симбирского уезда, первоначальное название Топрамыш, в 1750-х годах татарское население подверглось насильственной христианизации и постепенно переселилось в другие места, основное население составили русские крестьяне. По мере вымирания села в конце советского периода этнический состав села резко изменился вплоть до появления в качестве основной составляющей к 2002 году таджикской диаспоры.

## Население
Постоянных жителей было: в 1782—182, в 1795—200, в 1834—405 душ муж. пола; в 1870—816, в 1897—752, в 1926—753, в 1938—616, в 1949—436, в 1958—323, в 1970—201, в 1979 — 86, в 1989 — 13, в 2002 — 22 (русские 27 %, татары 27 %, таджики 46 %), 14 в 2010.